# Нимфейский договор (1214)
Нимфейский договор (декабрь 1214; также Первый Нимфейский договор) (греч. Συνθήκη του Νυμφαίου) — первый мирный договор между Латинской империей крестоносцев и Никейской империей, правопреемницей Византии. Заключён в городе Нимфей (ныне Кемальпаша, Турция).

## Значение
Этот договор временно завершил период длительных погранично-партизанских войн между византийцами и крестоносцами в Малой Азии, в ходе которых крестоносцы пытались продвинуться вглубь никейской территории в сторону Пергама и Нимфея. Латинскую империю представлял Генрих I Фландрский, Никейскую — Феодор I Ласкарис. Обе стороны по договору вынуждены были официально признать существование друг друга как полноценных государств, а также узаконить права на те территории, которые они уже контролировали. Крестоносцы таким образом смогли удержать земли на северо-западе Малой Азии (Вифиния и Мизия (малоазийская)). С другой стороны, они отказались поддержать Трапезундских монархов, соперничавших с никейским императором, который смог аннексировать черноморское побережье к западу от Синопа с городами Гераклея и Амастрида, сосредоточив свои усилия на сдерживании турецкой экспансии, что никейцам успешно удавалось до 1280-х годов. Действие Первого Нимфейского договора продлилось до 1224 года, когда баланс сил был вновь нарушен никейским императором. При Пиманионе греки наголову разбили крестоносцев и лишили их всех малоазиатских владений за исключением полуострова Никомедия.